# Seth Gilliam
Pour les articles homonymes, voir Gilliam.
Seth Gilliam est un acteur américain né le 5 novembre 1968. Il est surtout connu pour ses rôles de Clayton Hughes dans la série télévisée Oz, d'Ellis Carver dans Sur écoute (The Wire) et du père Gabriel dans The Walking Dead. Il joue aussi Deaton, le patron de Scott McCall dans la série Teen Wolf.

## Carrière
Il apparaît dans le film Starship Troopers. Il a joué le rôle du père de Cassie dans la série Skins (US) en 2011.
Depuis le 11 juin 2011, il joue le rôle du Dr Deaton, le vétérinaire qui emploie Scott, dans la série Teen Wolf.
En 2011, il apparaît aussi en tant que lieutenant de police dans la série Person of Interest, dans une scène où il échange avec le lieutenant Lionel Fusco et lorsqu'ils libèrent le détenu innocent.
Le 6 mai 2014, il signe un contrat pour jouer le père Gabriel dans la célèbre série The Walking Dead.
Apparition dans Esprits criminels : Saison 9 - épisode 9 Les Racines de la haine dans le rôle de Lyle Johnson.
Il apparaît dans le film Still Alice sorti en 2015.

## Filmographie

### Cinéma
- 1995 : Jefferson à Paris : James Hemings
- 1996 : À l'épreuve du feu : Altameyer
- 1997 : Starship Troopers : "Sugar" Watkins
- 2010 : Où sont passés les Morgan ? : U.S. Marshal Lasky
- 2015 : Still Alice : Frederic Johnson
- 2023 : Teen Wolf: The Movie de Russell Mulcahy : Alan Deaton

- 2024 : Teen Wolf: The Movie 2 de Russell Mulcahy : Alan Deaton

### Télévision

#### Séries télévisées
- 1992 : New York, police judiciaire : Babatunde Amoda (saison 3, épisode 10)
- 1999-2001 : Oz : Clayton Hughes (rôle principal, saisons 3 et 4)
- 2002-2008 : Sur écoute (The Wire) : Ellis Carver
- 2005 : New York, cour de justice : substitut du procureur Terence Wright (saison 1, épisodes 3, 5, 6 et 7)
- 2007 : New York, section criminelle : inspecteur Daniels (saison 6, épisode 17)
- 2007-2008 : New York, section criminelle : inspecteur Daniels (saison 7, épisodes 1, 10 et 11)
- 2009 : Les Experts : Miami (saison 7, épisode 18)
- 2010 : New York, police judiciaire : l'avocat de Michael (saison 20, épisode 21)
- 2011 : The Good Wife : Jacob Rickter (1 épisode)
- 2011-2017 : Teen Wolf : Dr Alan Deaton, le vétérinaire (rôle récurrent, 38 épisodes)
- 2012 : Person of Interest : le lieutenant Desmond Franklin (saison 01, épisode 18)
- 2012 : Homeland (1 épisode)
- 2013 : Esprits criminels : Lyle Johnson (saison 9, épisode 9)
- 2014-2022 : The Walking Dead : le père Gabriel (rôle principal depuis la saison 5)
- 2016 : Elementary (saison 4, épisode 18)
- 2019 : City on a Hill : Révérend Fields
- 2023 : Blacklist : Lawrence Whitaker (saison 10, épisode 16)
- 2024: The Walking Dead: The Ones Who Live : le père Gabriel (invité, saison 1 épisode 5)

## Voix françaises
| - Serge Faliu dans : - À l'épreuve du feu - The Walking Dead (série télévisée) - Bull (série télévisée) - City on a Hill (série télévisée) - The Walking Dead: The Ones Who Live (série télévisée) - Yann Pichon dans : - Teen Wolf (série télévisée) - Teen Wolf: Le Film | Et aussi - Maurice Decoster dans Starship Troopers - Christophe Peyroux dans Sur écoute (série télévisée) - Fabien Jacquelin dans New York, section criminelle (série télévisée) - Mohad Sanou dans Still Alice |